# أبسر أبو علي (إربد)
أبسر أبو علي هي إحدى قرى لواء الطيبة التابعة لمحافظة اربد بالأردن . تقع في الشمال من بلدة الطيبة وتفصل لواء الطيبة عن لواء الوسطيه. بلغ عدد سكانها 817 نسمة وذلك وفقا لإحصاء عام 2015. 

## التسمية
ورد في الجزء الأول من (موسوعة الديار الأردنية) لمؤلفه محمد حتاملة إن إبسر أبو علي «كان اسمها (بسر)، بضم الباء ، وقد وردت بهذا الاسم في دفاتر الطابو العثمانية. والبُسر: البعض من كل شيء، والبَسر (بفتحها): الماء الطري الحديث العهد بالمطر ساعة ينزل المزن. والبسر: حفر الأنهار إذا عرا الماء أوطانه، وبسر النهر إذا حفر فيه بئرا وهو جاف. ويوجد في لواء الطيبة، حيث تقع قرية ابسر أبو علي، واديان هما: وادي دان ووادي البسور، وبسر مفرد بسور، وربما أخذت اسمها من الوادي، ثم طرأ على الاسم تحريف عبر الزمن فأضيفت الهمزة إلى أوله. 